# Херхеулидзе, Шалва Георгиевич
Ша́лва Гео́ргиевич Херхеули́дзе (груз. შალვა გიორგის ძე ხერხეულიძე) (1908—1993) — грузинский актёр, Народный артист Грузинской ССР (1965).

## Биография
Родился 21 мая 1908 года. Юношеские годы провел в городе Хашури. Учился в гимназии. С 1925 участвовал в постановках публичных театров и театральной деятельности рабочих клубов при производстве. На профессиональную сцену вышел в 1933 году. С 1933 по 1940 гг. работал в Поти, Сигнахи, Зугдиди, Батуми, Государственном театре в Баку. С 1941 по 1980 гг. служил в Грузинском театре, в Государственном театре Гори. С 1981 года — в Тбилисском театре. Сыграл около 250 ролей
В кино дебютировал в 1955 году, сыграв эпизодическую роль в фильме Екатерины Габашвили «Лурджа Магданы».
Известен по фильмам «Город просыпается рано» (1967), «Епископ на охоте» (1971), «Родник у дороги» (1974).
В 1965 удостоен звания Народного артиста Грузинской ССР.
Скончался 20 апреля 1993.

## Фильмография
- 1955 — Лурджа Магданы — эпизод
- 1961 — Добрые люди — эпизод
- 1962 — Я, бабушка, Илико и Илларион — Амбако
- 1969 — Город просыпается рано — Давид (главная роль), дублировал Степан Бубнов
- 1969 — Бабушки и внучата — Тибо (роль дублирует Н.Граббе)
- 1969 — Ну и молодёжь! — дядя Михо
- 1971 — Епископ на охоте
- 1971 — Давным-давно — епископ (дублировал Сергей Курилов)
- 1973 — Мои каникулы (короткометражный) — Малакия, фотограф (главная роль)
- 1974 — В тени родных деревьев (киноальманах), новелла «Родник у дороги» — Асико
- 1974 — Колхидская баллада — князь
- 1975 — Ау-у! (киноальманах) — участник септета
- 1975 — Песня, или Как великий Луарсаб хор организовывал | 2
- 1976 — Городок Анара — Тартароз Торушелидзе, знаменитый тамада, отец Варлама, (роль дублирует И.Рыжов)
- 1976 — Просто Саша — Автандил Христофорович Мендадзе, главврач
- 1977 — Мимино — персонаж индийского фильма «Разбитое сердце» (нет в титрах)
- 1977 — Синема — Гога, князь, дядя Сосико Чолокашвили
- 1980 — Тифлис — Париж и обратно — губернатор Дурмишхан
- 1980 — Твой сын, Земля
- 1981 — А ну-ка, дедушки! — Авсентий Абишария (главная роль)
- 1981 — Распахните окна — Варден (дублировал Алексей Алексеев)
- 1982 — Кузнец (короткометражный) — кузнец Кола (главная роль)
- 1982 — Три оплеухи — Устабаши, старейшина мастеров-ремесленников
- 1983 — Клятвенная запись — Элизбар Тактакишвили
- 1984 — Нет худа без добра — эпизод
- 1985 — Нейлоновая ёлка — пассажир
- 1985 — Родник
- 1986 — Робинзонада, или Мой английский дедушка — отец Анны и Нестора
- 1987 — Бабушка для всех — дедушка участника танцевального ансамбля
- 1987 — Хареба и Гоги — князь Карашвили
- 1988 — Комментаий к прошению о помиловании — продавец цветов
- 1988 — Преступление свершилось